# Welcome to the Dollhouse (álbum)
Welcome to the Dollhouse es el segundo disco de estudio de la agrupación femenina de R&B/Pop Danity Kane. El disco fue lanzado el 18 de marzo del 2008 en los Estados Unidos y el 25 de marzo en Canadá.

## Información del álbum
El disco fue grabado solo en cinco semanas mientras se grababa el reality show Making the band 4 en la ciudad de Miami y New York.
Este es el primer disco donde las cinco integrantes del grupo coescribieron y produjeron gran parte del disco.
El álbum debutó en el número uno en Billboard 200 ya que en su primera semana vendió 236 000 copias convirtiendo al grupo la primera banda femenina en que sus primeros discos debutaran número uno.
Luego de un mes el disco fue certificado oro por la RIAA por haber vendido más de 546 790 copias.
El disco se logró mantener número 75 en Billboard 200 hasta finales del 2008.
El primer sencillo del disco fue Damaged, debido a que los fanes fueron los que eligieron el primer sencillo ya que el grupo dejó una encuesta en su página de myspace dando solo dos opciones Pretty Boy o Damaged siendo este último el que dominara los resustados, el sencillo tuvo una gran aceptación por parte del público ya que ingreso al Billboard Hot 100 en la posición 64, a la semana siguiente al 27 para quedarse en la posición 10.
El segundo sencillo fue Bad Girl confirmado por la misma agrupación en una entrevista para la revista norteamericana Blender, este es el sencillo con menor éxito del grupo ya que no logró entrar al Billboard Hot 100 quedando en la posición 110.

## Lista de canciones
Edición Estándar
1. "Welcome to the Dollhouse" featuring P. Diddy (Antwan Thompson, Harve Pierre, Sean Combs) – 0:46
2. "Bad Girl" featuring Missy Elliott (Mary Brown, James Washington, Devin "DLP" Parker, Nathanial Hill, Missy Elliot) – 4:01
3. "Damaged" (Jonathan Yip, Jeremy Reeves, Micayle McKinney, Ray Romulos, Shannon "Slam" Lawrence, Rose Marie Tan, James Smith, Justin Walker, Combs, Mario Winans) – 4:04
4. "Pretty Boy" (Balewa Muhammad, Candace Nelson, Ezekiel Lewis, P. "J. Que" Smith, Hill) – 4:00
5. "Strip Tease" (Wanita Woodgette, Dawn Richard, Aundrea Fimbres, Shannon Bex, Aubrey O'Day, Washington, Hill) – 3:15
6. "Sucka for Love" (Bryan-Michael Cox, Kendrick A.J. Dean, Muhammad, Lewis, Smith, Nelson) – 2:56
7. "Secret Place (Interlude)" (Winans, Richard, Woodgette, Fimbres, Bex, O'Day) – 1:16[1]
8. "Ecstasy" featuring Rick Ross (A. Harr, J. Jackson, Brown, William Roberts) – 4:36[1]
9. "2 of You" (Cox, Darnley Scantlebury, State of Emergency, Adonis Shropshire, Dean, Aian David Clarke, Wynter Gordon) – 3:53
10. "Lights Out" (Richard, Neil Betz, Craig Betz, Winans, Combs) – 3:25
11. "Picture This (Interlude)" (O'Day, Woodgette, Winans) – 1:14
12. "Poetry" (James Hoe, Tiff Star, Winans, Combs) – 4:42
13. "Key to My Heart" (Shanell Woodgette, Reggie Perry) – 2:29
14. "Flashback (Interlude)" (Romeo IX, Woodgette, Richard) – 1:13
15. "Is Anybody Listening" (Niara Scarlet, Fridolin Nordsoe, Winans, Combs) – 3:27
16. "Ain't Goin (Hidden Track)" (Lyanna Dean, Richard, Woodgette, Bernard Malik) – 3:12

Edición de Lujo
1. "Welcome to the Dollhouse" featuring P. Diddy (Thompson, Pierre, Combs) – 0:46
2. Bad Girl" featuring Missy Elliott ( Brown, Washington, Parker, Hill, Elliot) – 4:01
3. "Damaged" (Yip, Reeves, McKinney, Romulos, Lawrence, Tan, Smith, Walker, Combs, Winans) – 4:04
4. "Pretty Boy" (Muhammad, Nelson, Lewis, P. Smith, Hill) – 4:00
5. "Strip Tease" (Woodgette, Richard, Fimbres, Bex, O'Day, Washington, Hill) – 3:15
6. "Sucka for Love" (Cox, Dean, Muhammad, Lewis, Smith, Nelson) – 2:56
7. "Secret Place (Interlude)" (Winans, Richard, Woodgette, Fimbres, Bex, O'Day) – 1:16
8. "Ecstasy" featuring Rick Ross (Harr, Jackson, Brown, Roberts) – 4:36
9. "2 of You" (Cox, Scantlebury, State of Emergency, Shropshire, Dean, Clarke, Gordon) – 3:53
10. "Lights Out" (Richard, Betz, Betz, Winans, Combs) – 3:25
11. "Picture This (Interlude)" (O'Day, Woodgette, Winans) – 1:14
12. "Poetry" (Hoe, Star, Winans, Combs) – 4:42
13. "Key to My Heart" (S. Woodgette, Perry) – 2:29
14. "Flashback (Interlude)" (Romeo IX, Woodgette, Richard) – 1:13
15. "Is Anybody Listening" (Scarlet, Nordsoe, Winans, Combs) – 3:27
16. "Make Me Sick (Target Bonus Track)" (Stinson, Grayson, Muhammad) – 3:40

## Listas
| Lista                                   | Mejor posición |
| --------------------------------------- | -------------- |
| Estados Unidos (Billboard 200)          | 1              |
| Estados Unidos (Top R&B/Hip-Hop Albums) | 1              |